# Genetta pardina
La Genetta pardina (I.Geoffroy, 1832) è un carnivoro della famiglia dei Viverridi diffusa nell'Africa occidentale.

## Descrizione

### Dimensioni
Carnivoro di medie dimensioni, con la lunghezza della testa e del corpo tra 410 e 553 mm, la lunghezza della coda tra 390 e 490 mm, la lunghezza del piede tra 88 e 100 mm, la lunghezza delle orecchie tra 39 e 47 mm e un peso fino a 3,1 g.

### Aspetto
La pelliccia è corta. Il colore di fondo del corpo varia dal grigio-giallastro al color sabbia dorsalmente e giallo-biancastro o grigio ventralmente. Una striscia dorsale scura si estende dalle spalle fino alla base della coda. Sono presenti 4-5 file di macchie lungo i fianchi allungate, squadrate, marroni scure o rossicce con i bordi neri. Le zampe sono dello stesso colore del corpo. Le orecchie sono larghe alla base e leggermente arrotondate. La parte centrale tra i cuscinetti della pianta della mano è ricoperta di peluria. La coda è più corta della testa e del corpo, ha 6-7 anelli chiari, intervallati da anelli più scuri larghi più del doppio e la punta scura. Le femmine hanno due paia di mammelle. Il numero cromosomico è 2n=52.

## Biologia

### Comportamento
È una specie solitaria, notturna e probabilmente arboricola. 

### Alimentazione
Si nutre di roditori, invertebrati ed anche frutta.

## Distribuzione e habitat
Questa specie è diffusa nella Mauritania meridionale, Mali sud-occidentale, Senegal, Gambia, Guinea-Bissau, Guinea, Sierra Leone, Liberia, Costa d'Avorio, Ghana e Burkina Faso sud-occidentale.
Vive in diversi tipi di habitat ma generalmente ristretti a quelli più umidi e fitti come le foreste pluviali primarie e secondarie, le foreste a galleria e i boschi umidi. Talvolta è presente anche in piantagioni forestali, boscaglie e aree suburbane.

## Conservazione
La IUCN Red List, considerato che questa specie è comune all'interno di un areale relativamente ampio e in diversi tipi di habitat, classifica G.pardina come specie a rischio minimo (Least Concern).